# Gonfreville-l'Orcher
Ne doit pas être confondu avec Gonfreville.
Pour les articles homonymes, voir Gonfreville (homonymie).

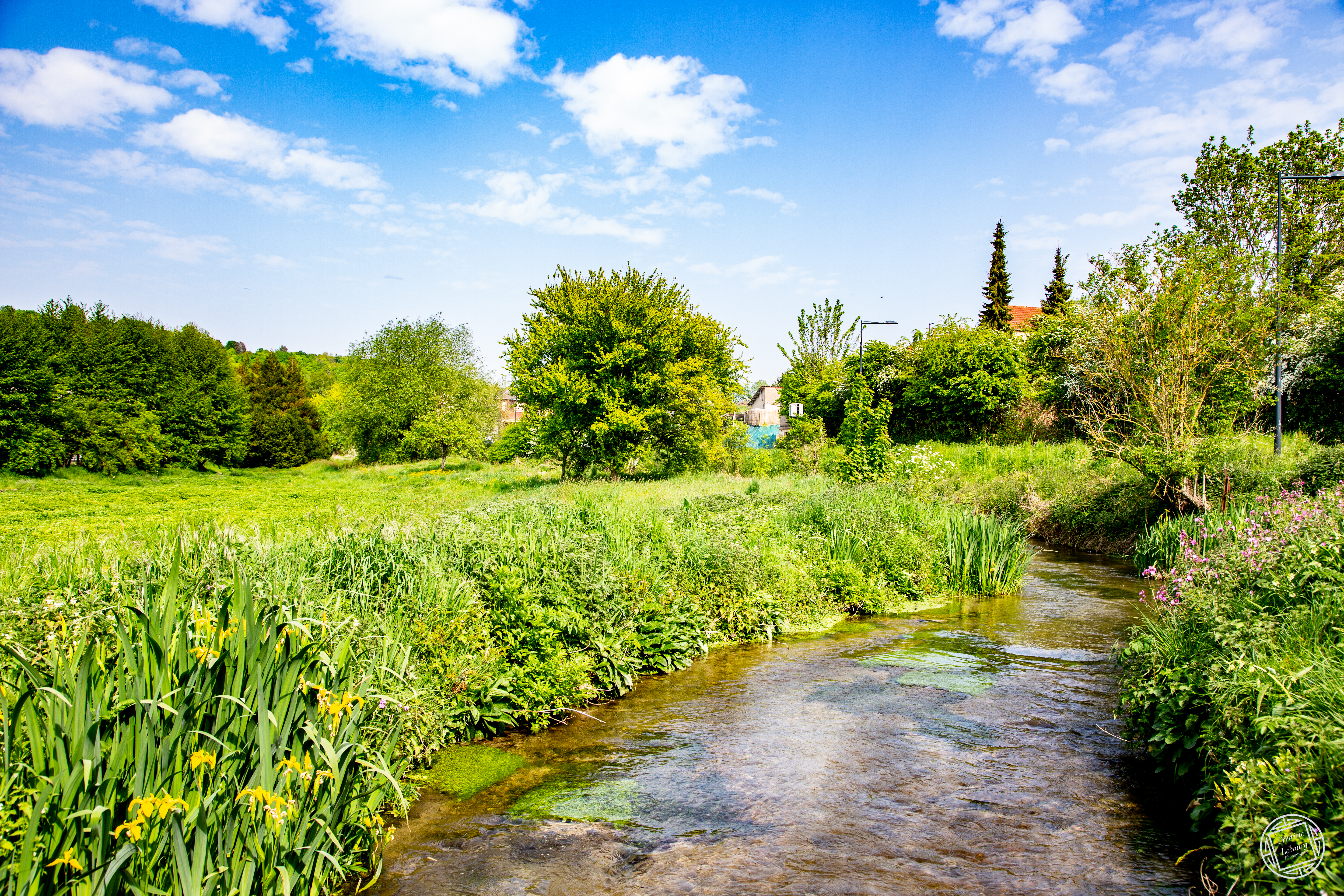
Gournay en Caux

Gonfreville-l'Orcher est une commune française  de la banlieue est du Havre située dans le département de la Seine-Maritime en région Normandie.
Elle est issue de la fusion des deux anciennes paroisses de Gonfreville et de Gournay.

## Géographie

### Localisation
La commune est située sur la rive droite de la Seine à une dizaine de kilomètres du Havre, dans le canton du Havre-3.
| Montivilliers Harfleur | Saint-Martin-du-Manoir  | Gainneville |
| Le Havre               | Gonfreville-l'Orcher    | Rogerville  |
|                        | Seine Honfleur Calvados |             |

### Voies de communication et transports
Voies routières : A 29 – A 13 – RD 6015.
Voies ferroviaires : gare du Havre (ligne Le Havre-Paris).
Voies aériennes : aéroport du Havre-Octeville.

### Hydrographie
La commune est située dans le bassin Seine-Normandie. Elle est drainée par le canal de Tancarville, la Lezarde, la rivière de Saint-Laurent et le cours d'eau 01 de la commune de Rogerville,,.
Le canal de Tancarville est un canal, chenal et un estuaire navigable d'une longueur de 28 km qui relie la commune de Tancarville au Havre, où il se jette dans la Manche. 
La Lézarde, d'une longueur de 14 km, prend sa source dans la commune de Saint-Martin-du-Bec et se jette  dans le canal de Tancarville sur la commune, après avoir traversé sept communes. 
Six plans d'eau complètent le réseau hydrographique : le plan d'eau 1 de la commune de Gonfreville l'Orcher (1,01 ha), le plan d'eau 2 de la commune de Gonfreville l'Orcher (2,16 ha), le plan d'eau 7 de la commune de Gonfreville-l'Orcher (1,15 ha), le plan d'eau 8 de la commune de Gonfreville-l'Orcher, d'une superficie totale de 2,8 ha (1,91 ha sur la commune), le plan d'eau 9 de la commune de Gonfreville-l'Orcher (2,82 ha) et les Gabions (0,76 ha),.

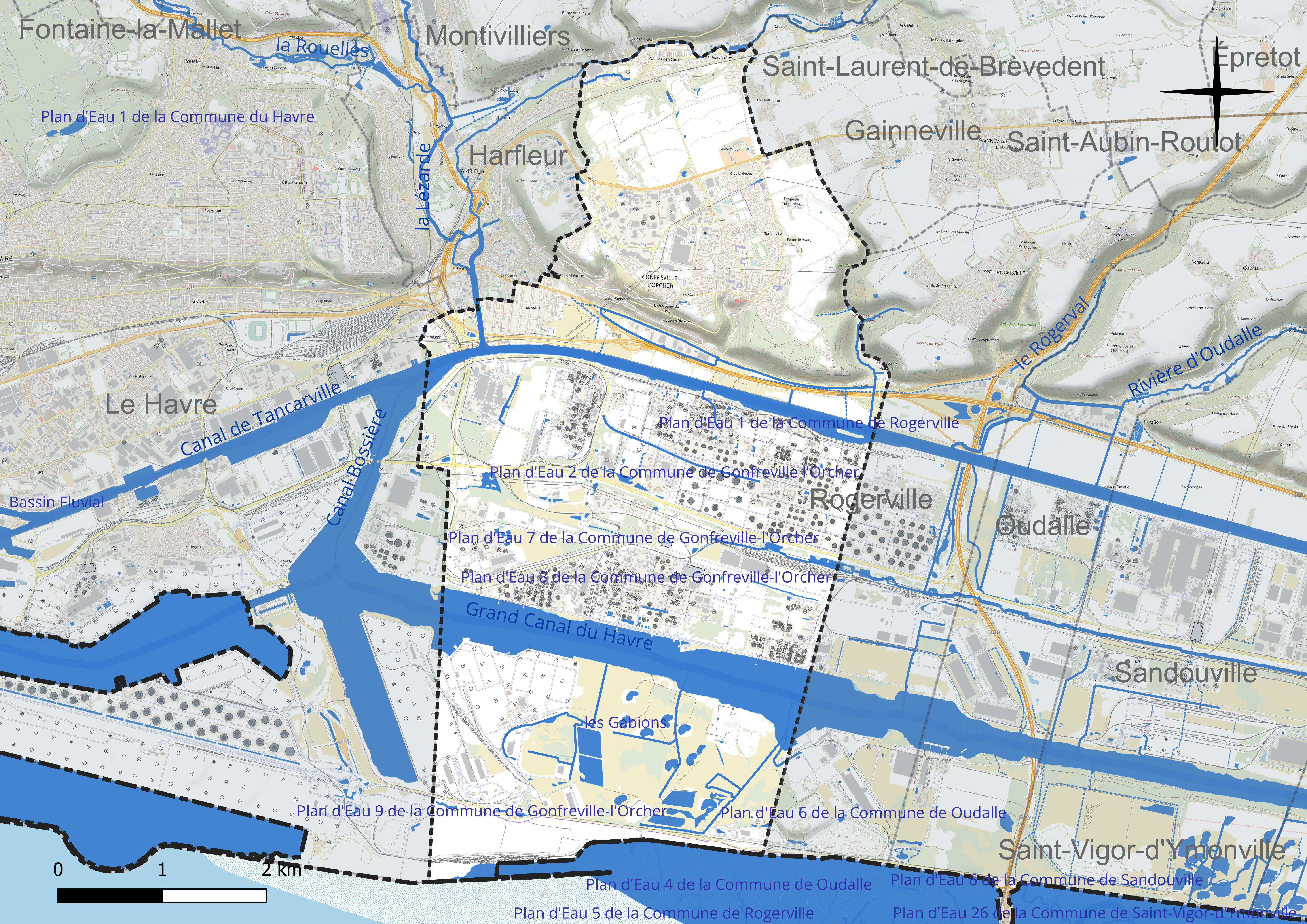
Réseau hydrographique de Gonfreville-l'Orcher.

### Climat
Pour des articles plus généraux, voir Climat de la Normandie et Climat de la Seine-Maritime.
En 2010, le climat de la commune est de type climat océanique franc, selon une étude du CNRS s'appuyant sur une série de données couvrant la période 1971-2000. En 2020, Météo-France publie une typologie des climats de la France métropolitaine dans laquelle la commune est exposée à un climat océanique et est dans la région climatique Côtes de la Manche orientale, caractérisée par un faible ensoleillement (1 550 h/an) ; forte humidité de l’air (plus de 20 h/jour avec humidité relative > 80 % en hiver), vents forts fréquents. Parallèlement le GIEC normand, un groupe régional d’experts sur le climat, différencie quant à lui, dans une étude de 2020, trois grands types de climats pour la région Normandie, nuancés à une échelle plus fine par les facteurs géographiques locaux. La commune est, selon ce zonage, exposée à un « climat maritime », correspondant au Pays de Caux, frais, humide et pluvieux, légèrement plus frais que dans le Cotentin.
Pour la période 1971-2000, la température annuelle moyenne est de 10,6 °C, avec une amplitude thermique annuelle de 12,9 °C. Le cumul annuel moyen de précipitations est de 886 mm, avec 13 jours de précipitations en janvier et 8,5 jours en juillet. Pour la période 1991-2020, la température moyenne annuelle observée sur la station météorologique la plus proche, située sur la commune de Octeville-sur-Mer à 10 km à vol d'oiseau, est de 11,5 °C et le cumul annuel moyen de précipitations est de 790,7 mm,. Pour l'avenir, les paramètres climatiques de la commune estimés pour 2050 selon différents scénarios d'émission de gaz à effet de serre sont consultables sur un site dédié publié par Météo-France en novembre 2022.

## Urbanisme

### Typologie
Au 1er janvier 2024, Gonfreville-l'Orcher est catégorisée grand centre urbain, selon la nouvelle grille communale de densité à sept niveaux définie par l'Insee en 2022.
Elle appartient à l'unité urbaine du Havre, une agglomération intra-départementale regroupant 18  communes, dont elle est une commune de la banlieue,,. Par ailleurs la commune fait partie de l'aire d'attraction du Havre, dont elle est une commune du pôle principal,. Cette aire, qui regroupe 116 communes, est catégorisée dans les aires de 200 000 à moins de 700 000 habitants,.
La commune, bordée par la Manche, est également une commune littorale au sens de la loi du 3 janvier 1986, dite loi littoral. Des dispositions spécifiques d’urbanisme s’y appliquent dès lors afin de préserver les espaces naturels, les sites, les paysages et l’équilibre écologique du littoral, tel le principe d'inconstructibilité, en dehors des espaces urbanisés, sur la bande littorale des 100 mètres, ou plus si le plan local d’urbanisme le prévoit.

### Occupation des sols
L'occupation des sols de la commune, telle qu'elle ressort de la base de données européenne d’occupation biophysique des sols Corine Land Cover (CLC), est marquée par l'importance des territoires artificialisés (56,6 % en 2018), en augmentation par rapport à 1990 (40,6 %). La répartition détaillée en 2018 est la suivante : 
zones industrielles ou commerciales et réseaux de communication (42,5 %), milieux à végétation arbustive et/ou herbacée (18 %), zones urbanisées (12,2 %), eaux continentales (8,4 %), terres arables (6 %), prairies (5,3 %), forêts (4,3 %), mines, décharges et chantiers (1,8 %), zones humides côtières (1,2 %), eaux maritimes (0,3 %). L'évolution de l’occupation des sols de la commune et de ses infrastructures peut être observée sur les différentes représentations cartographiques du territoire : la carte de Cassini (XVIIIe siècle), la carte d'état-major (1820-1866) et les cartes ou photos aériennes de l'IGN pour la période actuelle (1950 à aujourd'hui).

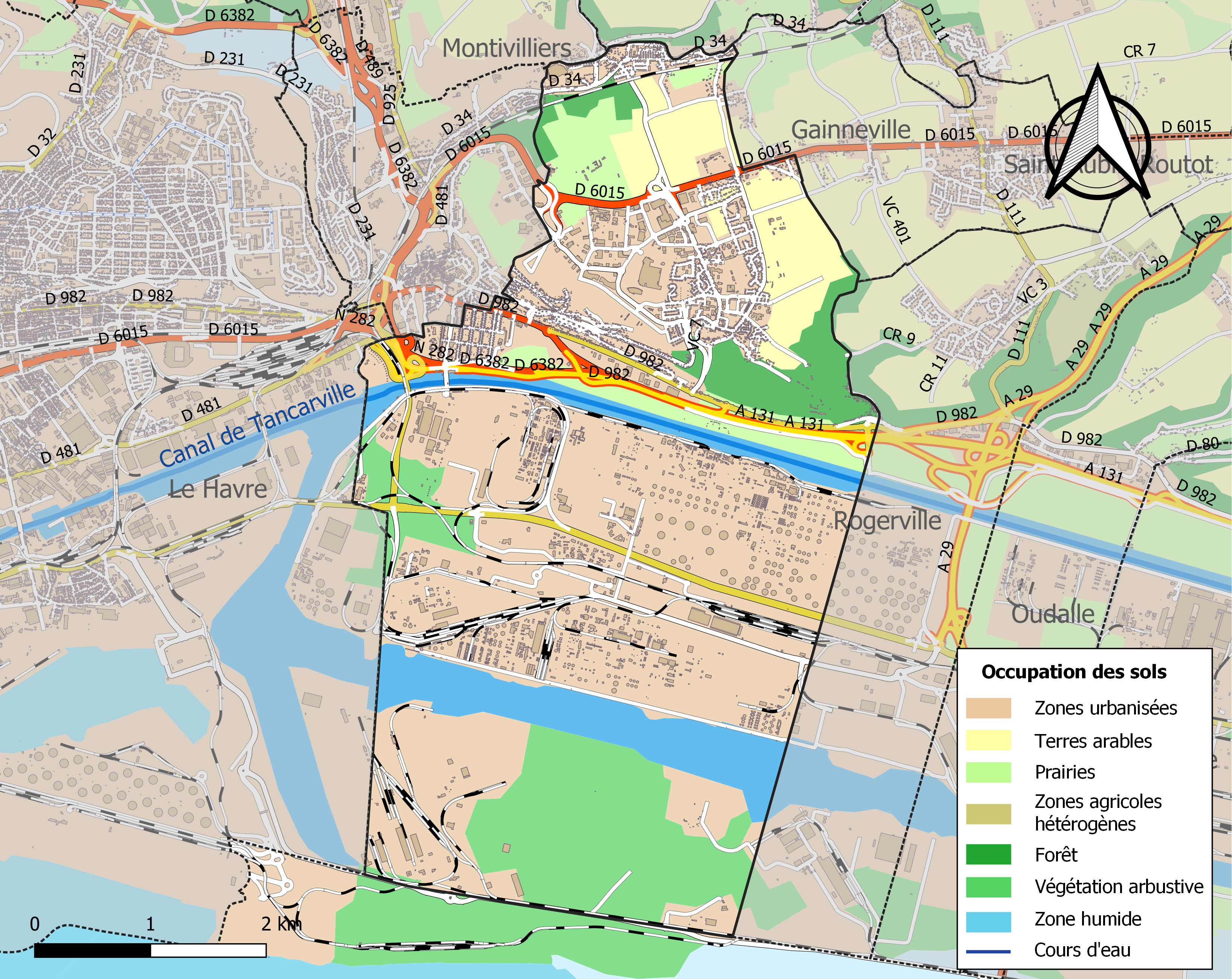
Carte des infrastructures et de l'occupation des sols de la commune en 2018 (CLC).

## Toponymie
Gonfreville n'est attesté que sous une forme tardive à finale latinisée Gonfrevilla au XIIe siècle, cependant Gonfreville-Caillot, également en Pays de Caux, est mentionnée dès le XIe siècle en tant que Gunfredi villa. François de Beaurepaire y reconnait le nom de personne germanique Gundofridus / Guntfridus suivi du bien connu -ville, au sens ancien de « domaine rural ». Il existe encore une troisième commune nommée Gonfreville dans la Manche. En outre, cet anthroponyme est contenu dans Ménil-Gonfroi, ancienne commune de l'Orne, et dans la généalogie de la famille d'Osmond.
Le patronyme Gonfray est apparemment attesté dans les seuls départements de la Seine-Maritime et du Calvados avant la Grande Guerre ; de même pour la forme Gonfrey dans la Manche et enfin pour Gonfroy dans le Calvados, la Seine-Maritime et la Manche.
Remarque : cette localisation uniquement en Normandie et dans la zone de diffusions des toponymes [anglo-]scandinaves incitent à considérer qu'il peut s'agir aussi du nom de personne norrois Gunnfriðr. On ne conserve en outre aucune trace d’un t ou d'un d dans les formes anciennes des différents Gonfreville.
Gonfreville tient son qualificatif d’-Orcher, adjoint au XVe siècle, de la célèbre famille Aurichier qui tirait justement son nom du château d'Orcher (jadis Aurichier) dans la même paroisse. Aurichier est un nom de lieu anglo-scandinave, attesté sous cette forme dès le XIIe siècle. Il est composé du vieil anglais alri, alor (moderne alder) « aulne » et du norrois kjarr « marais, bosquet d'arbrisseaux, broussaille ». D'après Smith, ce genre de toponyme est presque toujours formé avec un nom d'arbre, ce qui se vérifie ici.
Ce type toponymique a pour  équivalent : Ellerker (GB, Yorkshire, Alrecher fin XIe siècle) et les 2 Elkier danois du Schleswig-Holstein (Allemagne) qui contiennent tous deux l'équivalent vieux danois elle, saule.
Remarque : Le même élément -chier se retrouve dans une des formes anciennes de Villequier également en vallée de Seine, dans le même département : Villechier XIIe siècle, mais comme on a un flottement entre [ch] et [k] dans les noms de lieu important de Normandie ou de Picardie, la forme en [k] a prévalu. Villequier est quant à lui formé avec l'élément vieil anglais *wilig (la variante weliġ étant attestée) « saule », contenu dans le nom de lieu anglo-scandinave Willitoft (Yorkshire).

## Histoire
La commune est composée des trois quartiers Gournay-en-Caux, Mayville et le plateau, chacun ayant son histoire et son identité.
Jusqu'à la fin du XIXe siècle, la commune n'était encore qu'un gros village malgré la présence d'usines importantes, telles la fonderie Bassot et la Corderie du Commerce dans le hameau de Gournay-en-Caux. L'implantation des usines Schneider (aujourd'hui Safran) à Mayville puis la construction d'une raffinerie de pétrole en 1931 vont commencer à modifier la physionomie de la ville. Mais ce n'est qu'après la Seconde Guerre mondiale que Gonfreville l'Orcher va prendre véritablement son essor avec l'installation des cités provisoires destinées à accueillir les familles sinistrées de la région havraise. En quelques mois, la population gonfrevillaise passe ainsi de 4 446 à 8 000 habitants.

### Gournay-en-Caux
De la bulle du pape Innocent III, reconnaissant officiellement l’église de Notre-Dame-de-Consolation en 1203, au jeune Raymond Queneau s’y rendant en promeneur, l’histoire de Gonfreville-l’Orcher passe par le hameau de Gournay-en-Caux. Une histoire… d’eau ! Elle est à l’origine de l’existence des moulins, de la corderie, puis de la fonderie Bassot. Des étangs, l’on voit parfois s’envoler un héron tandis que la rivière Saint-Laurent s’écoule paisiblement à travers le hameau…

### Château d’Orcher
Depuis près de mille ans, le château d’Orcher surveille l’estuaire. Du célèbre financier Law, qui en fut propriétaire, à la famille d'Harcourt, les siècles ont passé sans entamer sa vigilance. Il fut édifié pour protéger l’entrée de la Seine, d’où son imposant donjon, carré et crénelé, surplombant la zone industrielle.
Son parc, accessible au public, et son rendez-vous annuel des Plantes en fêtes (2e week-end d’octobre) sont là pour rappeler que Gonfreville-l'Orcher est aussi une « ville verte ».

### Mayville
Mayville était à l'origine la ville de May (Marie-Zélie) Schneider. Ainsi en avait décidé Eugène Schneider. C’était l’époque des Maîtres de forges et des Deux cents familles. Les usines Schneider, de 1897 à 1937, furent un véritable creuset. Les ouvriers vinrent de tous horizons, même de Chine durant la Première Guerre mondiale.

### Le campPhilip Morris
De 1945 à 1947, le camp militaire Philip Morris fut un des plus importants camps de transit américain de la Normandie. Il s’étendait sur 525 hectares. Cette véritable ville disposait d’un cinéma-théâtre, le Capitol, d’un restaurant, d’un hôpital… et eut comme interprète le futur écrivain G. Morris. C’est au camp Philip Morris que l’on doit la réapparition du jazz sur la région havraise, le swing y connaissant un franc succès.

### L'urbanisation du plateau
Au sortir de la Seconde Guerre mondiale, la ville se trouve devant le défi de la transformation des 598 baraquements restants de l’armée américaine (l'ex-camp cigarette Philip Morris) en cités provisoires pour y loger les sinistrés havrais. De 1959 à 1978, sous l'impulsion du maire Jacques Eberhard, la ville s’implique financièrement dans l’édification de plusieurs milliers de logements sociaux pour permettre enfin la disparition des cités provisoires.

## Politique et administration
Le dynamisme de la politique municipale a été récompensé par plusieurs prix.
- Label Pavillon Orange 4 étoiles (de 2009 à 2017) pour sa politique de prévention des risques majeurs.
- Prix Ville durable 2016 - Trophée des Eco-Maires pour la construction du local jeunes en paille
- Label Fredon 3 gouttes 2014 - 1re Ville de Haute-Normandie à obtenir ce label, pour sa gestion écologique des espaces verts.
- 2e prix Ville ludique 2006 du Salon des Maires
- Challenge l'Équipe de la Ville la plus sportive 2003 (catégorie - 20 000 habitants)
La Ville a une tradition d'accueil et organise régulièrement avec ses partenaires des manifestations de tout premier plan.
- 1re Ville étape du Tour de Normandie de cyclisme 2017
- Championnat de France Echecs Jeunes 2016
- Coupe de France de Double dutch 2016
- Championnat de France d'athlétisme handisport 2004
- Festival international de cinéma du grain à démoudre depuis 1999

### Tendances politiques et résultats

#### Élections législatives
Résultats des seconds tours ou des deux meilleurs scores du premier tour si dépassement de 50 % :
- Élections législatives de 1993 : 67,62 % pour Paul Dhaille (PS), 32,38 % pour Denis Merville (RPR). Le taux de participation était de 65,55 %.
- Élections législatives de 1997 : 79,93 % pour Paul Dhaille (PS), 20,07 % pour Denis Merville (RPR). Le taux de participation était de 72,91 %.
- Élections législatives de 2002[30] : 75,10 % pour Paul Dhaille (PRG), 24,90 % pour Denis Merville (UMP). Le taux de participation était de 55,55 %.
- Élections législatives de 2007[31] : 83,06 % pour Jean-Paul Lecoq (PCF), 16,94 % pour Denis Merville (UMP). Le taux de participation était de 64,43 %.
- Élections législatives de 2012[32] : 100,00 % pour Catherine Troallic (PS). Le taux de participation était de 37,59 %.
- Élections législatives de 2017[33] : 89,35 % pour Jean-Paul Lecoq (PCF), 10,65 % pour Béatrice Delamotte (LREM). Le taux de participation était de 47,30 %.
- Élections législatives de 2022[34] : 88,19 % pour Jean-Paul Lecoq (PCF), 11,81 % pour Wasil Echchenna (HOR). Le taux de participation était de 40,30 %.
- Élections législatives de 2024[35] : 57,66 % pour Jean-Paul Lecoq (PCF), 42,34 % pour Isabelle Le Coz (RN). Le taux de participation était de 58,93 %.

#### Élections européennes
Résultats des deux meilleurs scores :
- Élections européennes de 1994 : 38,67 % pour Francis Wurtz (PCF), 13,16 % pour Bernard Tapie (MRG). Le taux de participation était de 56,73 %.
- Élections européennes de 1999 : 39,19 % pour Robert Hue (PCF), 14,57 % pour François Hollande (PS). Le taux de participation était de 48,54 %.
- Élections européennes de 2004[36] : 39,53 % pour Jacky Hénin (PCF), 25,26 % pour Henri Weber (PS). Le taux de participation était de 39,63 %.
- Élections européennes de 2009[37] : 42,70 % pour Jacky Hénin (PCF), 11,88 % pour Gilles Pargneaux (PS). Le taux de participation était de 39,24 %.
- Élections européennes de 2014[38] : 36,26 % pour Jacky Hénin (PCF), 31,52 % pour Marine Le Pen (FN). Le taux de participation était de 36,93 %.
- Élections européennes de 2019[39] : 32,40 % pour Jordan Bardella (RN), 28,72 % pour Ian Brossat (PCF). Le taux de participation était de 51,20 %.
- Élections européennes de 2024[40] : 46,91 % pour Jordan Bardella (RN), 17,91 % pour Léon Deffontaines (PCF). Le taux de participation était de 42,18 %.

#### Élections régionales
Résultats des seconds tours :
- Élections régionales de 2004[41] : 77,26 % pour Alain Le Vern (PS), 12,86 % pour Dominique Chaboche (FN), 9,88 % pour Antoine Rufenacht (UMP). Le taux de participation était de 63,08 %.
- Élections régionales de 2010[42] : 77,55 % pour Alain Le Vern (PS), 11,91 % pour Nicolas Bay (FN), 10,54 % pour Bruno Le Maire (UMP). Le taux de participation était de 47,98 %.
- Élections régionales de 2015[43] : 52,98 % pour Nicolas Mayer-Rossignol (PS), 31,13 % pour Nicolas Bay (FN), 15,89 % pour Hervé Morin (UMP). Le taux de participation était de 49,94 %.
- Élections régionales de 2021[44] : 37,04 % pour Mélanie Boulanger (PS), 27,86 % pour Nicolas Bay (RN), 25,60 % pour Hervé Morin (UMP), 9,50 % pour Laurent Bonnaterre (LREM). Le taux de participation était de 26,57 %.

#### Élections départementales
Résultats des seconds tours :
- Élections départementales de 2015[45] : 75,27 % pour Sophie Hervé et Jean-Paul Lecoq (PCF), 24,73 % pour Pierre-Élie Pheulpin et Valérie Zune (FN). Le taux de participation était de 44,79 %.
- Élections départementales de 2021[46] : 78,83 % pour Sophie Hervé et Alban Bruneau (PCF), 21,17 % pour Yannick Gibourdel et Christiane Payel (RN). Le taux de participation était de 26,93 %.

#### Élections cantonales
Résultats des seconds tours ou des deux meilleurs scores du premier tour si dépassement de 50 % :
- Élections cantonales de 1992 : 70,57 % pour Gérard Eude (PCF), 29,43 % pour Annie Guillemet (RPR). Le taux de participation était de 60,03 %.
- Élections cantonales de 1998 : 58,84 % pour Gérard Eude (PCF), 15,45 % pour Gérard Bortheiser (FN). Le taux de participation était de 61,81 %.
- Élections cantonales de 2004[47] : 81,62 % pour François Guégan (PCF), 18,38 % pour Claudine Loisel (FN). Le taux de participation était de 63,21 %.
- Élections cantonales de 2011[48] : 76,95 % pour François Guégan (PCF), 23,05 % pour Claude Rey (FN). Le taux de participation était de 44,83 %.

#### Élections municipales
Résultats des premiers tours :
- Élections municipales de 2008[49] : 85,64 % pour Jean-Paul Lecoq (PCF), 14,36 % pour Daniel Palfray (DVD). Le taux de participation était de 62,34 %.
- Élections municipales de 2014[50] :  84,47 % pour Jean-Paul Lecoq (PCF), 15,53 % pour Catherine Nordet (DVD). Le taux de participation était de 55,60 %.
- Élections municipales de 2020[51] : 100,00 % pour Alban Bruneau (PCF). Le taux de participation était de 32,74 %.

### Liste des maires
| Période                                  | Période                    | Identité                                  | Étiquette   | Qualité |
| ---------------------------------------- | -------------------------- | ----------------------------------------- | ----------- | --- |
| Les données manquantes sont à compléter. |                            |                                           |             | |
|                                          |                            | Laurent Girault Edouard Toutain-Mazeville |             | |
| 1896                                     | 1911                       | Raoul Ancel                               |             | Armateur |
| Les données manquantes sont à compléter. |                            |                                           |             | |
| ?                                        | 1953                       | Georges Frébourg                          | PCF (exclu) | |
| mai 1953                                 | avril 1978                 | Jacques Eberhard                          | PCF         | Sénateur de la Seine-Maritime (1969 → 1986) |
| mai 1978                                 | juin 1995                  | Marcel Le Mignot                          | PCF         | |
| juin 1995                                | juillet 2017               | Jean-Paul Lecoq                           | PCF         | Député de la Seine-Maritime (6e circ.) (2007 → 2012 et 2017 → ) Conseiller départemental du Havre-3 (2015 → 2017) Vice-président de la CODAH (2014 → 2017) Conseiller régional de Haute-Normandie (1998 → 2007) Démissionnaire à la suite de son élection comme député |
| 6 juillet 2017                           | En cours (au 10 août 2020) | Alban Bruneau                             | PCF         | Conseiller départemental du Havre-3 (2017 → ) Vice-président de la CODAH (2017 → 2018) Vice-président de la CU Le Havre Seine Métropole (2019 → ) Réélu pour le mandat 2020-2026                                                                                       |

### Jumelages
La ville de Gonfreville-l’Orcher est jumelées à deux villes :
- J'Réfia (Sahara occidental)
- Teltow (Allemagne), près de Berlin

#### J'Réfia (Sahara occidental)
C’est en 1993, à la suite d’une rencontre avec un étudiant sahraoui qui séjournait au Havre que la ville se rapproche du peuple sahraoui dont le pays est occupé par le Maroc depuis 1975. Dès l'été 1993, la ville accueille 10 enfants des camps de réfugiés sahraouis situés près de Tindouf en Algérie. Ainsi sensibilisée aux conditions de vie extrêmement difficiles dans les camps, la ville officialise ses relations et développe son soutien au travers d'un jumelage avec le campement de réfugiés de J'Réfia. Avec le comité de jumelage, la ville organise chaque été l'accueil des enfants réfugiés sahraouis dans des familles gonfrevillaises.
En parallèle à ce soutien humanitaire, la solidarité s'accompagne d’un engagement politique des élus pour la reconnaissance des droits du peuple sahraoui et l'application du plan de paix des Nations unies signé en 1991. Celui-ci prévoit la tenue d'un référendum d'autodétermination au Sahara occidental qui n'est pas toujours appliqué à ce jour.

#### Teltow (Allemagne)
Un accord d'amitié a été conclu dès 1966 avec la ville de Teltow, petite ville de la périphérie de Berlin. En 1999, un jumelage est officiellement signé entre les deux villes amies. De nombreux échanges ont vu le jour depuis, autour du sport, d'expositions culturelles ou des fêtes dans les deux communes. À Teltow, un comité « Teltow sans frontières » (« Teltow ohne Grenzen ») s’est créé en 2002 qui s'est donné comme activités : 
- le contact permanent avec d’autres comités de jumelage dans le but d’établir des relations entre groupes d'intérêt ;
- le soutien des activités de la ville de Teltow dans le cadre des traités de jumelage ;
- l'organisation de manifestations culturelles et sportives, de rencontres de tous types dans l'esprit de l'amitié entre les peuples et de la paix.

## Population et société

### Démographie
L'évolution du nombre d'habitants est connue à travers les recensements de la population effectués dans la commune depuis 1793. Pour les communes de moins de 10 000 habitants, une enquête de recensement portant sur toute la population est réalisée tous les cinq ans, les populations de référence des années intermédiaires étant quant à elles estimées par interpolation ou extrapolation. Pour la commune, le premier recensement exhaustif entrant dans le cadre du nouveau dispositif a été réalisé en 2007.

En 2022, la commune comptait 8 939 habitants, en évolution de −2,26 % par rapport à 2016 (Seine-Maritime : +0,35 %, France hors Mayotte : +2,11 %).
| 1793 | 1800 | 1806 | 1821 | 1831 | 1836 | 1841 | 1846 | 1851 |
| ---- | ---- | ---- | ---- | ---- | ---- | ---- | ---- | ---- |
| 386  | 445  | 453  | 354  | 566  | 532  | 568  | 575  | 617  |

| 1856 | 1861 | 1866 | 1872 | 1876 | 1881 | 1886 | 1891 | 1896  |
| ---- | ---- | ---- | ---- | ---- | ---- | ---- | ---- | ----- |
| 645  | 727  | 722  | 783  | 767  | 846  | 983  | 956  | 1 028 |

| 1901  | 1906  | 1911  | 1921  | 1926  | 1931  | 1936  | 1946  | 1954  |
| ----- | ----- | ----- | ----- | ----- | ----- | ----- | ----- | ----- |
| 1 071 | 1 187 | 1 895 | 3 469 | 3 941 | 4 316 | 4 446 | 4 476 | 8 405 |

| 1962  | 1968  | 1975   | 1982   | 1990   | 1999  | 2006  | 2007  | 2012  |
| ----- | ----- | ------ | ------ | ------ | ----- | ----- | ----- | ----- |
| 8 032 | 8 636 | 10 173 | 10 345 | 10 202 | 9 938 | 9 244 | 9 145 | 9 153 |

| 2017  | 2022  | - | - | - | - | - | - | - |
| ----- | ----- | - | - | - | - | - | - | - |
| 9 057 | 8 939 | - | - | - | - | - | - | - |

### Manifestations culturelles et festivités
La volonté d’accessibilité au plus grand nombre se retrouve dans les équipements culturels ou de loisirs comme l’Espace culturel de la pointe de Caux (salle de spectacles de 400 places, cinéma et lieu d’expositions), les écoles municipales de musiques et de danses, la médiathèque (qui est entièrement gratuite et propose de nombreuses animations) et le C.L.E.C (Centre de loisirs et d’échanges culturels). L’Espace culturel de la Pointe de Caux accueille également le festival international de cinéma du Grain à démoudre. Un « festival de cinéma pas comme les autres », comme l’écrivit Télérama puisqu’il est organisé uniquement par de jeunes cinéphiles.

### Santé
La Ville a inauguré fin 2016 un pôle santé, 6 rue Danielle-Casanova. Il accueille des médecins généralistes et des professionnels paramédicaux (infirmières, orthophoniste, podologue, kinésithérapeutes… ) non loin d'une pharmacie. L'espace Ambroise-Croizat situé à l'intérieur du pôle santé accueille régulièrement des expositions, des ateliers et des animations organisés avec divers partenaires dont la Codah.
Engagé dans une démarche qualité, le service Restauration produit des menus variés et équilibrés, en utilisant des produits frais (viande, poisson, fruits, légumes en majorité) et en garantissant la traçabilité des aliments.
Le service de restauration est signataire de la charte Programme national nutrition santé.
Des ateliers de dégustation et des animations ludiques sont proposés régulièrement dans les restaurants scolaires : tour de France des assiettes, ouverture sur les cuisines du monde, épices et fruits exotiques avec les Antilles, la Semaine du goût…

### Sports
Gymnases, centres sportifs, stades, aires de jeux multisports sont installés dans tous les quartiers de la ville. C’est ce qui séduisit, entre autres, le journal l'Équipe et l’amena, en 2003, à décerner à Gonfreville l’Orcher le trophée de la ville la plus sportive de France (catégorie villes de moins de 20 000 habitants).
Depuis ce trophée, de nouveaux équipements sportifs ont été créés : le complexe échecs/arts martiaux qui comprend un dojo de niveau régional et une salle modulable d’échecs capable de recevoir de grands tournois (la ville accueille le Championnat de France d'échecs des jeunes au printemps 2016). Le complexe nautique Gd’O (construit avec la Communauté de l'agglomération havraise – CODAH) offre quatre bassins (dont un ludique), une rivière sauvage, un pentagliss, une pataugeoire d’été et des espaces cardio et balnéo.

L'ESMGO et son club de duathlon/triathlon est un exemple de réussite sportive et politique avec ses huit titres de champion de France des clubs en duathlon. Trois champions du monde de la discipline (2013, 2014 et 2015) sont licenciés au club : Rob Westenborghs, Benoit Nicolas et Emilio Martin.
La Ville se caractérise également par la vitalité de ses clubs sportifs regroupés en ESMGO (Entente Sportive Municipale de Gonfreville l'Orcher) avec de nombreuses sections, le club de handball, Orcher la Tour, la Solidarité Sportive de Gournay, l'Amical de Tir de Gournay, l'association Double dutch et street arts...

## Économie
Son économie dépend principalement de la zone industrielle et portuaire de l'estuaire de la seine (raffineries, Total Petrochemicals…) et de la zone commerciale du Camp-Dolent.
La commune met à disposition des espaces multimédia (à la médiathèque avec un poste aménagé pour les personnes handicapées, un point Cyb au service jeunesse), a créé une école municipale d’informatique et distribué des cahiers électroniques.
Depuis 2009, toute la ville est raccordée à la fibre optique. Les 3 800 foyers, entreprises et ERP ont accès gratuitement au très haut débit (100 Mb). Développé dans le cadre de la CODAH, le réseau public de Gonfreville-l'Orcher est intégralement fibré jusqu’à l'abonné.

## Culture locale et patrimoine

### Lieux et monuments
La commune abrite trois monuments historiques
- le château d'Orcher, classé partiellement par arrêté du 12 février 1976[65]

- un encuvement sur abri de type R 600 pour canon antichar de 50 mm, appartenant au mur de l'Atlantique, inscrit par arrêté du 21 août 1996[66]

- le manoir de Bévilliers, classé par décret du 6 novembre 1924[67]

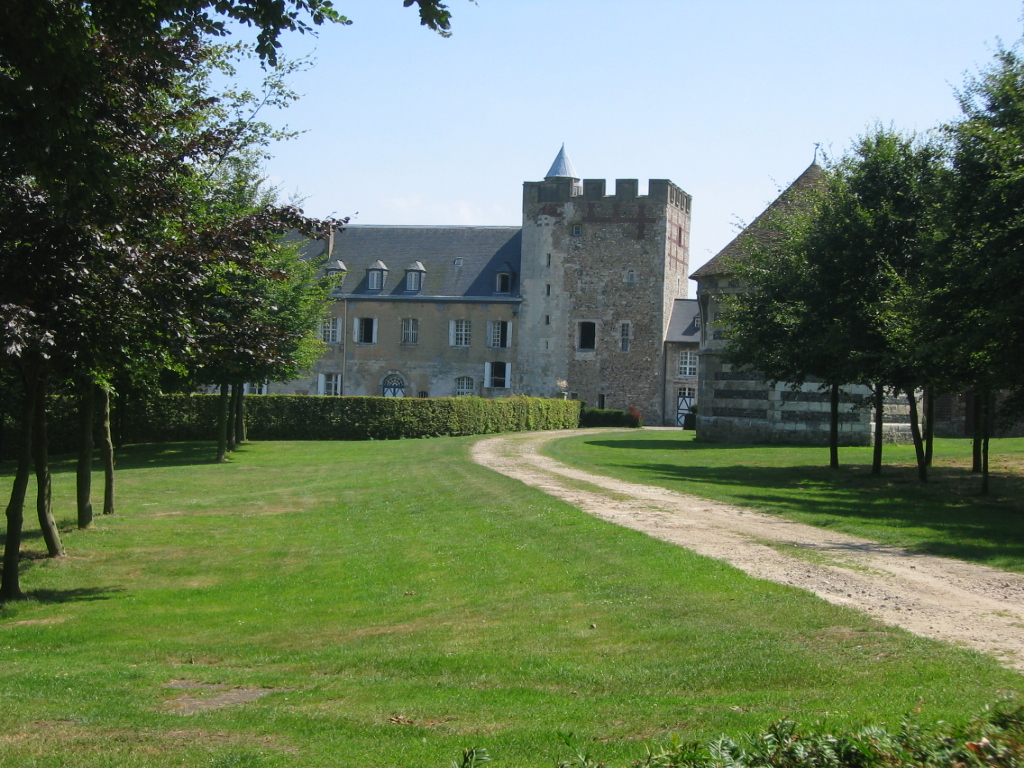
Le château d'Orcher.
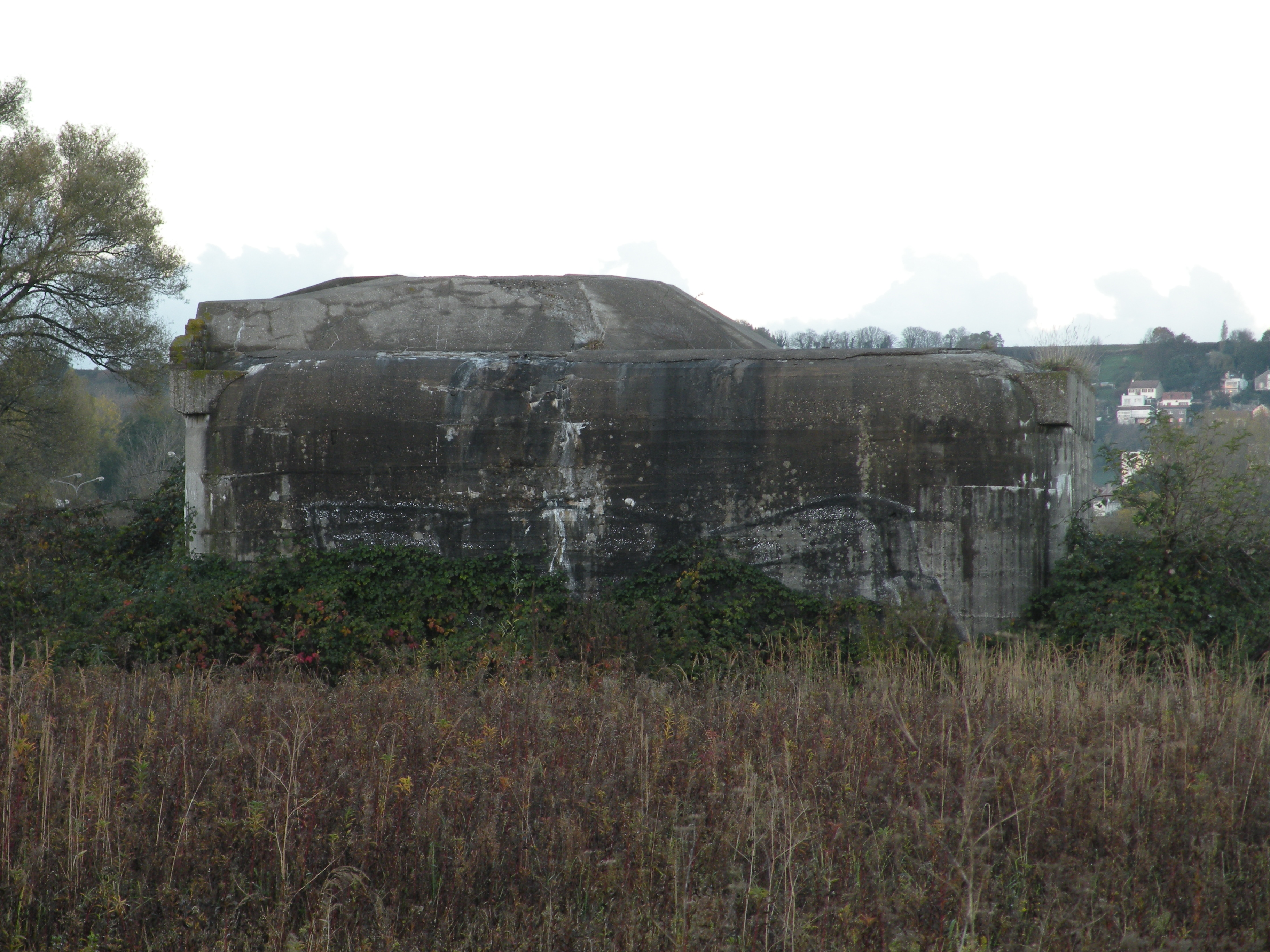
L'encuvement sur abri pour canon.
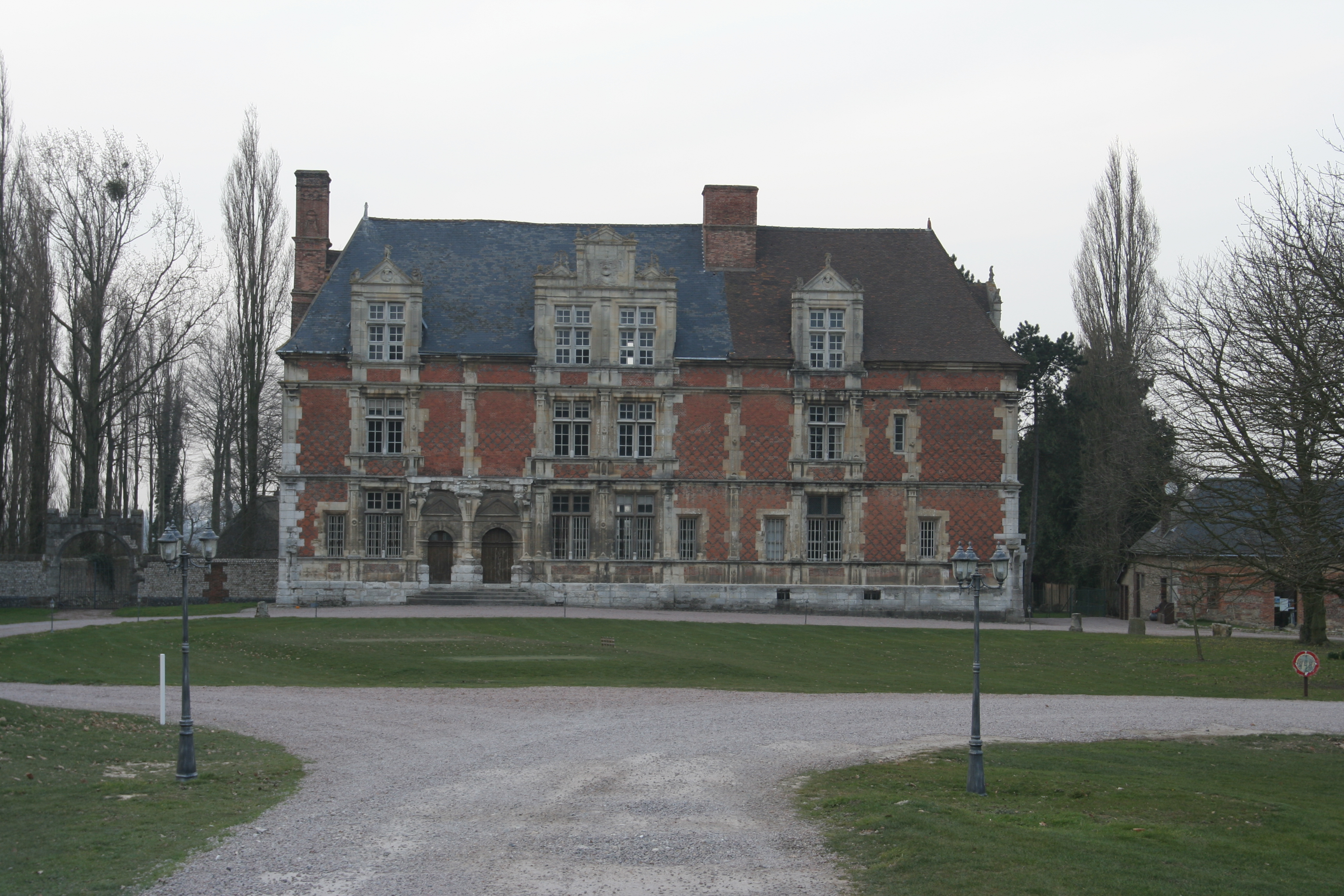
Le manoir de Bévilliers

Le château fort Sainte-Honorine
Gonfreville-l'Orcher possède un château édifié pour protéger l'entrée de la Seine. Occupé par les Anglais en 1415, il dispose d'une imposante tour, carrée et crénelée, typique du XIe siècle.
La forteresse a été transformée au XVIIIe siècle en habitation.
Ouvert du 1er juillet au 15 août, tous les jours de 14 h à 18 h (sauf jeudi)
Son parc est accessible au public toute l’année de 8 h à 20 h sauf jeudi.
Un rendez-vous annuel Plantes en fêtes a lieu tous les deuxièmes week-ends d'octobre.
Église Saint-Erkonwald (XIe-XIXe siècle)
Fondée au XIe siècle, elle doit son nom à l'évêque de Londres du VIIe siècle.
L’église actuelle a été construite sur des plans dressés en 1858 et fut consacrée en 1865.
Église Notre-Dame-de-la-Consolation
Elle est située à Gournay-en-Caux (XVIIe / XIXe siècle).
Chapelle Saint-Dignefort
Fondée en 1204 par Guillaume d'Angerville, elle a été ruinée pendant la guerre de Cent Ans et fut reconstruite durant la deuxième moitié du XVe siècle.
Au XVIIe siècle, elle n'est plus desservie régulièrement. L'ensemble actuel conservant des cheminées du XVIIe siècle, a été remanié au XIXe siècle. Il avait été vendu en 1791 comme bien national et une maison y fut alors érigée.
C'est actuellement une propriété privée.
Le colombier
Le colombier est un bâtiment du XVe siècle, situé place du Vieux-Colombier au centre de la cité commerciale (boulangerie, salon de coiffure, tabac-presse, pharmacie, auto-école et supérette).
Mayville, cité ouvrière
Mayville a été créée en 1906 par les usines Schneider (May était le prénom de la fille du patron de l'entreprise) pour y loger les ouvriers et leur famille, employés dans l'usine d'armement de Gonfreville.
Elle fut construite en plusieurs tranches de 1906 à 1939. Les lotissements, de 6 à 19 maisons sur des terrains d'environ 200 m2, sont desservis par de larges avenues parallèles avec réseau d'eau et de gaz. Les commerces y furent implantés dans des boutiques sans enseigne le long des avenues Schneider et de Broqueville. Entre 1908 et 1912, Schneider y fit construire deux groupes scolaires en bordure de la cité. Après 1918, la cité commerciale est constituée d'une épicerie, d'une boulangerie, d'une boucherie chevaline, d'une cantine et d'une chapelle en bois. En 1930, un nouveau centre commercial y est construit.

### Patrimoine naturel
Site classé
- Le château d'Orcher et son parc,  Site classé (1991)[71].

### Personnalités liées à la commune
- Le rappeur Médine y a son studio d'enregistrement[72].
- Emmanuel d'Harcourt, dont la famille est propriétaire du château, proche du général de Gaulle et compagnon de la Libération, est décédé le 30 juillet 1985 à Gonfreville-l'Orcher.
- Le coureur cycliste Alphonse Leboulanger est décédé le 3 août 1985 à Gonfreville-l'Orcher.
- Le général Leman tout juste sorti des camps de prisonniers en Allemagne vient résider à Gonfreville-l'Orcher durant l'année 1918 avant de rentrer glorieusement en Belgique aux côtés du roi Albert Ier en novembre 1918.

### Héraldique
| Armes de Gonfreville-l'Orcher | Les armes de la commune de Gonfreville-l'Orcher se blasonnent ainsi : de gueules à la raffinerie soutenue de deux épis de blé, les tiges passées en sautoir, le tout dessiné au trait d’argent. |